# Museo de Artes Fotográficas
El Museo de Artes Fotográficas (en inglés: Museum of Photographic Arts o MoPA) es un museo situado en el Parque Balboa de la ciudad de San Diego. Abrió sus puertas en 1983 siendo Arthur Ollman su primer director.
Con el paso de los años, el MoPA ha aumentado su colección con miles de fotografías que actualmente residen en la colección permanente del museo y recorren toda la historia de la fotografía. Entre ellas figura la colección del cineasta Lou Stoumen y el Viaje Nagasaki: Fotografías de Yosuke Yamahata, 10 de agosto de 1945.
En marzo de 2000, el museo reabrió al público tras ser restaurado durante un año, expandió sus galerías y agregó un salón, un teatro, una sala de impresión y una biblioteca con 20 000 volúmenes.